# 甲酸仲丁酯
甲酸仲丁酯（英語：sec-butyl formate）是一种分子式为C5H10O2的有机化合物。它可由甲酸和2-丁醇的酯化反应制得。在三丁基膦和十二羰基三钌的催化下，它可以发生脱羰基反应，生成2-丁醇。